# Kypro-minoische Sprache

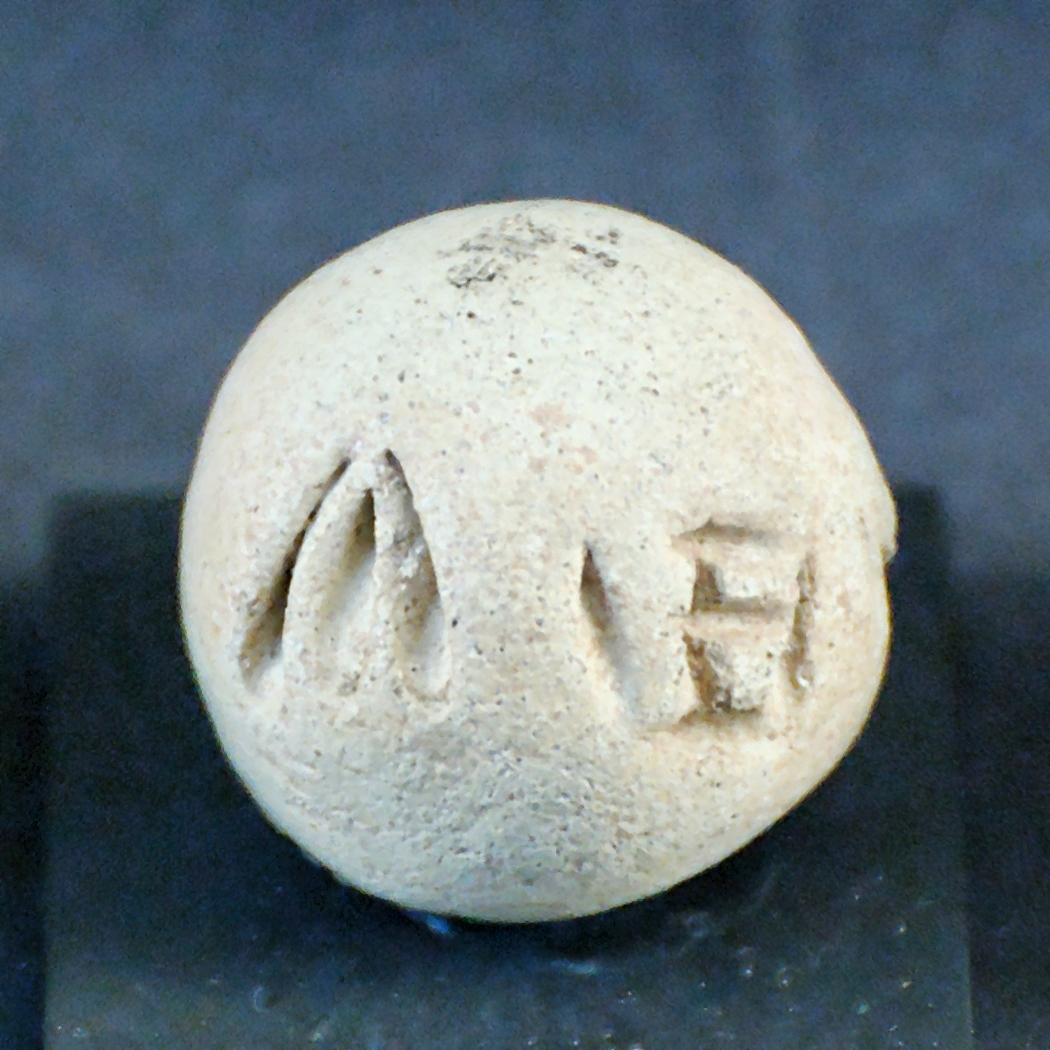
Kypro-minoisches Tonkügelchen (CM I)

Als kypro-minoische Sprache bezeichnet man eine im bronzezeitlichen Zypern gesprochene, bisher unverständliche Sprache, die mit der bisher nur partiell entzifferten kypro-minoischen Schrift geschrieben wurde. Sie war möglicherweise der Vorläufer der eteokyprischen Sprache. Soweit die Texte erkennen lassen, war das Kypro-Minoische eine agglutinierende Sprache, in der Suffixe eine wichtige Rolle spielten. Die u. a. von Emilia Masson vorgeschlagene Verwandtschaft mit dem Hurritischen lässt sich beim derzeitigen Stand der Forschung nicht beweisen.
Die sprachliche Einheit der kypro-minoischen Inschriften ist allerdings nicht sicher. Das u. a. bis nach Ugarit reichende Verbreitungsgebiet der Schrift lässt die Möglichkeit offen, dass mehrere Sprachen in dieser Schrift festgehalten wurden.